# Alice Ronner
Emma Alice Henriette Ronner (Bruselas, 9 de septiembre de 1857 - Ixelles, 4 de julio de 1957) fue una pintora belga. 

## Biografía
Ronner nació en Bruselas, siendo hija y alumna de la pintora neerlandesa Henriette Ronner-Knip, famosa en su época por retratar escenas con perros y gatos. Uno de seis hijos, su hermano mayor, Alfred Ronner, y su hermana menor, Emma Ronner, también se convirtieron en pintores notables. 
Ronner se especializó en pinturas de bodegones de frutas y flores. Junto con su madre y su hermana, se convirtió en miembro del Cercle des Femmes Peintres, una sociedad de artistas belga creada por la también pintora Berthe Art para proporcionar a las mujeres artistas un medio organizado en el que exhibir sus obras. Ronner exhibió obras en "exposiciones de arte de mujeres", habitualmente con su madre, así como en espacios internacionales como el Palacio de Bellas Artes en la Exposición Mundial Colombina celebrada en 1893 en Chicago, Illinois, o la Secesión de Viena en 1910.
En 1911, fundó la Galerie Lyceum de Bruselas con algunas amigas del (para entonces desaparecido) Circle of Women Painters. Sus miembros fundadoras fueron, además de ella misma, su hermana Emma Ronner, Anna Boch, Louise Danse, Marie Danse, Juliette Wytsman y Ketty Gilsoul-Hoppe. 
Ronner murió en Ixelles, Bélgica, el 4 de julio de 1957. 